# Economia del Senegal
L'any 1960, en el moment de la independència, Senegal era probablement el país d'Àfrica de l'Oest amb les millors infraestructures i recursos humans, però, amb els anys, aquests avantatges es van anar diluint.
El gener de 1994, el Senegal va adoptar un profund programa de reforma econòmica amb el suport de la comunitat de donants internacionals. Aquesta reforma va començar amb una devaluació del 50% de la moneda, el franc CFA, que es mantenia amb una taxa de canvi fixa en relació al franc francès. El control governamental de preus i els subsidis van ser desmantellats. Després d'una reducció del 2,1% en el creixement el 1993, l'economia va tornar a créixer a causa de les reformes econòmiques, i el país va tenir un creixement sostingut del 5% anual entre 1995 i 2008. La inflació anual s'ha reduït a xifres d'unitats. Aquesta evolució es va veure truncada per la crisi mundial, i el creixement de l'any 2009 va ser de l'1%.
Com a membre de la Unió Monetària i Econòmica de l'Àfrica Occidental, el Senegal treballa per una major integració regional, amb una tarifa externa comuna i una política monetària més estable. No obstant això, l'elevada desocupació fa que milers de persones deixin el país en recerca d'ocupacions a Europa. El país també va sofrir una crisi d'energia que va provocar falta d'electricitat en moltes regions el 2006 i 2007.
A principis de l'any 2012, l'economista i periodista senegalès Sanou Mbaye resumia la situació econòmica del país. Resumim les seves aportacions més importants. A principis de la dècada de 2010, l'economia del Senegal es mostrava incapaç de seguir l'expansió econòmica que tenia lloc en molts països de l'Àfrica. En efecte, entre 2011 i 2015, el creixement dels 7 països africans amb més creixement econòmic estava entre el 6,8% de Nigèria i el 8,1% d'Etiòpia. En contraposició, el creixement del Senegal seria del 2,7%. Si bé es podien trobar causes externes per aquesta situació, existien factors interns com la corrupció, el nepotisme i el clientelisme. Les elits van dificultar qualsevol creixement industrial i van optar per enriquir-se amb l'acumulació de llicències d'importació de queviures i de productes manufacturats. Una altra causa era la relació de submissió a França i els seus interessos, en detriment dels interessos propis del Senegal. El sector privat estava tot en mans de grups francesos com, per exemple, Bolloré, Bouyges, Total, France Telecom, Société General BNP-Paribas o Air France. Finalment, la política creditícia i de cotització de la moneda, importants pel desenvolupament, estaven lligades França per un mecanisme de zona franca. Mentre altres monedes africanes tenien una cotització surant, la moneda del Senegal tenia un canvi fix amb l'euro i era convertible i assimilable a aquesta moneda. Aquesta convertibilitat permetia a les empreses franceses i a les classes dominants del Senegal transferir lliurement les fortunes acumulades, ja que estaven protegides de qualsevol depreciació de la moneda. El sector agrícola, que ocupava al 60% de la població activa, mostrava una productivitat feble. El creixement mitjà anual de la producció (1,2%) no permetia respondre a les necessitats d'una població que creixia un 2,5%. Com a conseqüència, el país havia d'importar el 80% de l'arròs que consumia. La important producció de cacauet (podia arribar a ser d'un milió de tones a l'any) majoritàriament s'utilitzava per a la producció artesanal d'oli i de menjar per al bestiar. Com que no existia una producció industrial important, el país es veia obligat a importar l'oli vegetal. La ramaderia presentava les mateixes mancances i s'havia d'importar la carn i la llet a uns preus exorbitants.